# Játar
Játar é um município da Espanha na província de Granada, de área 9,57 km² com população de 614 habitantes (2019) e densidade populacional de 66,14 hab/km².
Játar se separou do município de Arenas del Rey em 19 de fevereiro de 2015.

## Demografia
| Variação demográfica do município entre 2001 e 2019 | Variação demográfica do município entre 2001 e 2019 | Variação demográfica do município entre 2001 e 2019 |
| --------------------------------------------------- | --------------------------------------------------- | --------------------------------------------------- |
| 2001                                                | 2011                                                | 2019                                                |
| 497                                                 | 625                                                 | 614                                                 |